# Maritrema laricola
Maritrema laricola är en plattmaskart. Maritrema laricola ingår i släktet Maritrema och familjen Microphallidae. Inga underarter finns listade i Catalogue of Life.